# Latin NCAP

Logo

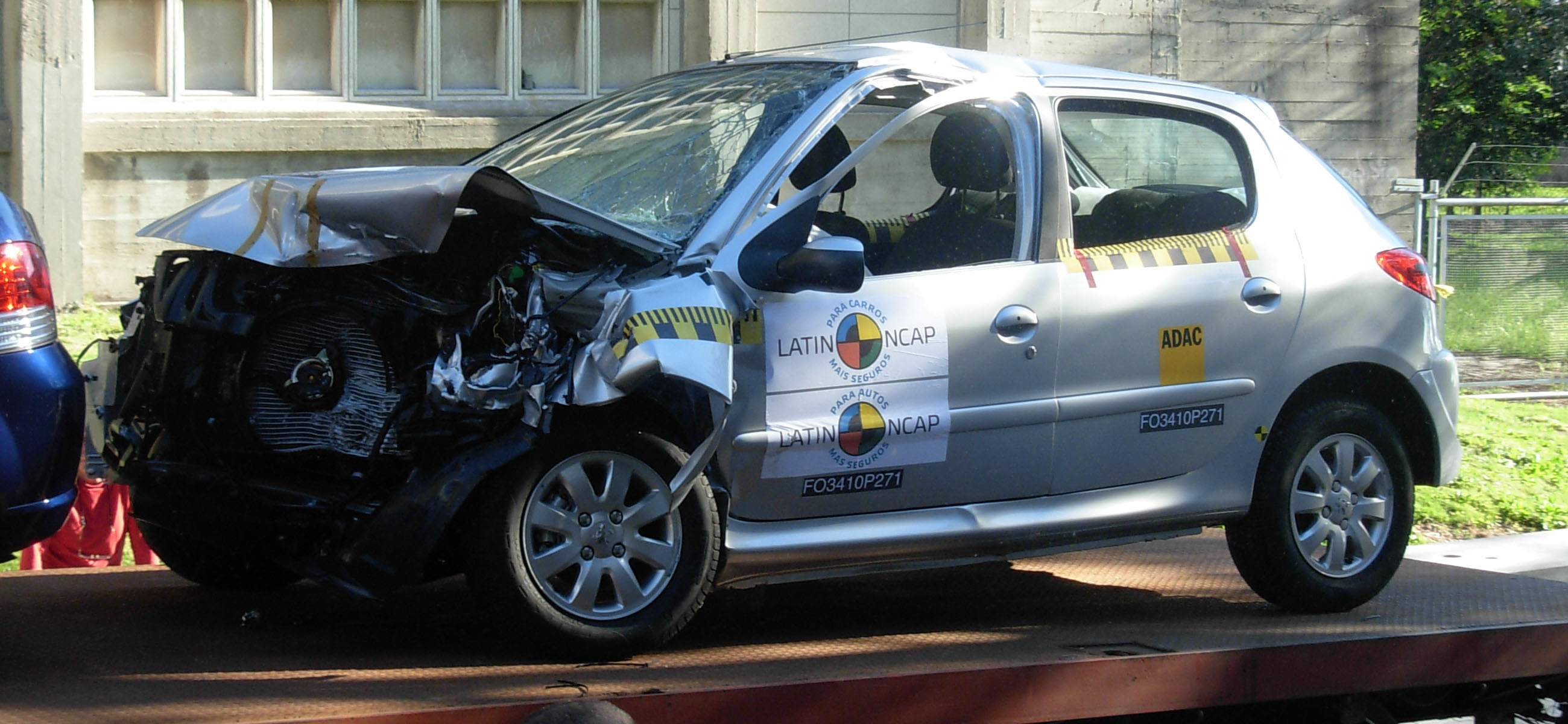
Peugeot 207 Compact nach dem Test durch die Latin NCAP (2010), aufgenommen in der technischen Fakultät der Universidad de la República in Montevideo.

Latin NCAP (spanisch ‚Programa de Evaluación de Vehículos Nuevos para América Latina y el Caribe‘, deutsch Neuwagen-Bewertungsprogramm für Lateinamerika und die Karibik) ist eine im Jahr 2010 gegründete Organisation verschiedener lateinamerikanischer Verbände, Automobilclubs und Versicherungsverbände mit Sitz in Montevideo, Uruguay. Analog zum Euro NCAP in Europa führt die Organisation Crashtests mit in Lateinamerika verkauften neuen Automobiltypen durch und bewertet danach und anhand der verfügbaren Sicherheitssysteme ihre Sicherheit. Die Tests sind nicht gesetzlich vorgeschrieben, sondern dienen lediglich der Verbraucherinformation.
Unterstützt wird Latin NCAP unter anderem durch Global NCAP, die Interamerikanische Entwicklungsbank und die Stiftung der FIA.
Die Crashtests des Latin NCAP werden nicht in Südamerika, sondern im ADAC-Labor nahe München durchgeführt. Die Tests erfolgen jeweils mit dem Basismodell, das die geringsten Sicherheitsstandards auf den betroffenen Märkten aufweist.
Von den 87 Fahrzeugen, die das Latin NCAP bis August 2017 getestet hat, weist rund ein Drittel keinen oder nur einen Stern in der Fahrersicherheit auf. General Motors wurde bereits 2015 von Latin NCAP wegen der niedrigen Sicherheitsstandards seiner in Lateinamerika vertriebenen Modelle kritisiert.
Im Jahr 2015 wurde das Latin NCAP mit dem Prince Michael International Road Safety Award ausgezeichnet.

## Protokolle
Die Ergebnisse werden in 5 zunehmend anspruchsvollere Klassen eingeteilt:
- 2010–2015
- 2016–2019
- 2020–2025 (ähnlich wie Euro NCAP 2014)[7][8]
- 2026–2029 (basierend auf Euro NCAP 2019)[9][10]
- 2030+